# کریستینا سندبرگ (رمان‌نویس)
کریستینا سندبرگ (سوئدی: Kristina Sandberg; ۶ دسامبر ۱۹۷۱) پدیدآور و رمان‌نویس اهل سوئد است.
او برنده جایزه اوت ۲۰۱۴ به خاطر رمان «زندگی در تمام هزینه‌ها» شد. سندبرگ همچنین جایزه موآ ازانجمن آموزش کارگران را تصاحب کرد.